# 龍大惇
龍大惇，字德齋，江西永新人，清朝官員，举人出身。

## 生平
龍大惇於道光十年署任福建福州府连江县知县，道光十八年（1838年）接替婁雲，於台灣擔任台灣府淡水撫民同知。台灣府淡水撫民同知又稱淡水同知，為台灣清治時期的重要地方官員，官職品等為正五品，專司負責北台灣內政，為駐守於淡水廳的地方父母官。因為當時淡水廳管轄區域約今台灣基隆至新竹，因此實為北台灣的統治者。